# Slapnik, Brda
Slapnik este o localitate din comuna Brda, Slovenia.